# مقاطعة ماكون (تينيسي)
مقاطعة ماكون هي مقاطعة في تينيسي، بلغ عدد سكانها 22٬248  نسمة، في 2010، عاصمتها لافاييت، تبلغ مساحتها 796 كيلومتر مربع.

## الموقع
تشترك في الحدود مع:
- مقاطعة مونرو
- مقاطعة تروسديل (تينيسي)
- مقاطعة سومنر (تينيسي)
- مقاطعة سميث (تينيسي)
- مقاطعة كلاي
- مقاطعة جاكسون
- مقاطعة ألين، كنتاكي.

## التقسيمات الإدارية
- لافاييت.

## أعلام
- كال تورنر
- نيرا وايت